# 성남 이무술 집터 다지는 소리
성남 이무술 집터 다지는 소리는 대한민국 경기도 성남시 분당구 이매동(옛 돌마면)에서 행하던 향토민속놀이이다. 2017년 1월 17일 성남시의 향토문화재 제15호로 지정되었다.

## 개요
성남시 분당구 이매동(옛 돌마면)에서 행하던 향토민속놀이로서 지명뿐만 아니라 경기 중부지역 토리만의 선율이 특색 있게 반영되고 있다. 일반적으로 ‘집터 다지는 소리(지경다지는 소리)’는 땅의 명기를 부르는 소리와 집터가 우수함을 칭송하는 소리로 구성되는데, 당해 문화재는 노동의 기능적 의미를 구현하여 작업을 지시하는 일꾼 다루는 선소리와 소리·속도를 조절하는 소리, 일의 능률을 향상시키는 일꾼들의 힘찬 후소리가 전승된 노동요의 특성을 지니고 있으며 집터를 닦고, 다지고 집을 완성하기까지의 과정 중 특히 집터를 다지는 소리가 특색 있게 잘 발달하였다. 이는 단순히 땅을 다지는 노동을 넘어서 지신(地神)에 대한 공동체의 믿음과 관련한 일체의 제례 행위로서 이매동의 정체성이 내재된 마을 축제 등 집터 다지는 민속 문화로서 기능한다는 점에서 의의가 있다.